# Devils
Devils – czwarty i ostatni album grupy Xmal Deutschland, wydany w 1989 roku. Album nagrany został w Hammertone studio w Düsseldorfie oraz w Pilot studios w Monachium. Producentem był Henry Staroste. Album został zmiksowany w Chateau du Pape w Hamburgu przez Paula Corketta.

## Utwory
1. „I'll Be Near You” – 3:38
2. „Searchlights” – 4:20
3. „You Broke My Heart” – 4:28
4. „Sleepwalker” – 3:50
5. „When Devils Come” – 3:58
6. „Heavens And Seas” – 3:51
7. „Dreamhouse” – 3:38
8. „I Push It Harder” – 3:50
9. „I Should Have Known” – 4:06
10. „All In My Hand” – 4:12
11. „Drowned You” – 2:58
12. „Dreamhouse Theme” – 3:25

## Muzycy
- Anja Huwe – śpiew
- Frank Ziegert, Wesley Plass – gitara
- Henry Staroste – instrumenty klawiszowe
- Wolfgang Ellerbrock – gitara basowa
- Curt Cress – perkusja